# 에두아르도 두알데
에두아르도 알베르토 두알데(스페인어: Eduardo Alberto Duhalde, 1941년 10월 5일 ~ )는 아르헨티나의 임시 대통령이다.
에두아르도 두알데는 좌익 페론주의자이다. 대통령직을 승계한 이후, 에두아르도 두알데는 해외에 진 채무에 불이행을 선언했다. 에두아르도 두알데의 집권 기간 동안 2002년 말까지 실업률이 25%에 이르고 실질 임금이 지난 60년간 최저치를 보이면서 금융 및 사회경제 위기에 봉착했다.

## 역대 선거 결과
| 선거명      | 직책명              | 대수 | 정당                | 득표율 | 득표수      | 결과 | 당락 |
| ----------- | ------------------- | ---- | ------------------- | ------ | ----------- | ---- | ---- |
| 1989년 선거 | 아르헨티나의 부통령 | 30대 | 국민 연합 정의 전선 | 47.49% | 7,954,191표 | 1위  |      |
| 1999년 선거 | 아르헨티나의 대통령 | 42대 | 정의당              | 38.94% | 7,100,678표 | 2위  | 낙선 |
| 2011년 선거 | 아르헨티나의 대통령 | 45대 | 대중연합            | 5.86%  | 1,285,830표 | 5위  | 낙선 |